# Church with Chapel Brampton
Church with Chapel Brampton – civil parish w Anglii, w hrabstwie Northamptonshire, w dystrykcie (unitary authority) West Northamptonshire. Leży 7 km na północny zachód od miasta Northampton i 104 km na północny zachód od Londynu.